# Seznam dílů seriálu Doteky osudu
Toto je seznam dílů seriálu Doteky osudu.

## Přehled řad
| Řada | Díly | Premiéra v USA | Premiéra v USA  | Premiéra v ČR     | Premiéra v ČR   |
| Řada | Díly | První díl      | Poslední díl    | První díl         | Poslední díl    |
| ---- | ---- | -------------- | --------------- | ----------------- | --------------- |
| 1    | 13   | 25. ledna 2012 | 14. září 2012   | 23. prosince 2014 | 17. března 2014 |
| 2    | 13   | 8. února 2013  | 10. května 2013 | 24. března 2014   | 23. června 2014 |

## Seznam dílů

### První řada (2012)
| Č. v seriálu | Č. v řadě | Původní název                 | Český název             | Režie                 | Scénář                                                                      | Premiéra v USA  | Premiéra v ČR     |
| ------------ | --------- | ----------------------------- | ----------------------- | --------------------- | --------------------------------------------------------------------------- | --------------- | ----------------- |
| 1            | 1         | Tales of the Red Thread Pilot |                         | Francis Lawrence      | Tim Kring                                                                   | 25. ledna 2012  | 23. prosince 2013 |
| 2            | 2         | 1+1=3                         | 1+1=3                   | Ian Toynton           | Tim Kring                                                                   | 22. března 2012 | 30. prosince 2013 |
| 3            | 3         | Safety in Numbers             | Čísla na draka          | Stephen Williams      | Carol Barbee                                                                | 29. března 2012 | 6. ledna 2014     |
| 4            | 4         | Kite Strings                  | Tajemství prstenu       | Tucker Gates          | Melinda Hsu Taylor                                                          | 5. dubna 2012   | 13. ledna 2014    |
| 5            | 5         | Entanglement                  | Spojení                 | Milan Cheylov         | Chris Levinson                                                              | 12. dubna 2012  | 20. ledna 2014    |
| 6            | 6         | Lost and Found                | Ztráty a nálezy         | Stephen Williams      | Robert Levine                                                               | 19. dubna 2012  | 27. ledna 2014    |
| 7            | 7         | Noosphere Rising              | Nová noosféra           | Gwyneth Horder Payton | Tim Kring a Carol Barbee                                                    | 26. dubna 2012  | 3. února 2014     |
| 8            | 8         | Zone of Exclusion             | Oblast bez spojení      | Adam Kane             | Chris Levinson                                                              | 3. května 2012  | 10. února 2014    |
| 9            | 9         | Music of the Spheres          | Hudba sfér              | Michael Waxman        | Rob Fresco                                                                  | 10. května 2012 | 17. února 2014    |
| 10           | 10        | Tessellations                 | Matematické mozaiky     | Jon Cassar            | Zach Craley                                                                 | 17. května 2012 | 24. února 2014    |
| 11           | 11        | Gyre (Part 1)                 | Prstenec, část 1.       | Nelson McCormick      | námět: Jonathan I. Kidd a Sonya Winton scénář: Carol Barbee a Robert Levine | 31. května 2012 | 3. března 2014    |
| 12           | 12        | Gyre (Part 2)                 | Prstenec, část 2.       | Greg Beeman           | Tim Kring a Rob Fresco                                                      | 31. května 2012 | 10. března 2014   |
| 13           | 13        | The Road Not Taken            | Cesta, kterou ses nedal | Nelson McCormick      | Melinda Hsu Taylor                                                          | 14. září 2012   | 17. března 2014   |

### Druhá řada (2013)
| Č. v seriálu | Č. v řadě | Původní název     | Český název             | Režie              | Scénář           | Premiéra v USA  | Premiéra v ČR   |
| ------------ | --------- | ----------------- | ----------------------- | ------------------ | ---------------- | --------------- | --------------- |
| 14           | 1         | Event Horizon     | Horizont událostí       | Nelson McCormick   | Tim Kring        | 8. února 2013   | 24. března 2014 |
| 15           | 2         | Closer            | Přiblížení              | Michael Waxman     | Carol Barbee     | 8. února 2013   | 7. dubna 2014   |
| 16           | 3         | Enemy of My Enemy | Nepřítel mého nepřítele | Sanford Bookstaver | Rob Fresco       | 15. února 2013  | 14. dubna 2014  |
| 17           | 4         | Perfect Storm     | Dokonalá bouře          | Nelson McCormick   | Jennifer Johnson | 22. února 2013  | 21. dubna 2014  |
| 18           | 5         | Eye to Eye        | Z očí do očí            | Milan Cheylov      | Barry O'Brien    | 1. března 2013  | 28. dubna 2014  |
| 19           | 6         | Broken            | Zlom                    | Matt Earl Beesley  | Karyn Usher      | 8. března 2013  | 5. května 2014  |
| 20           | 7         | Ghosts            | Duchové                 | Seith Mann         | David Eick       | 15. března 2013 | 12. května 2014 |
| 21           | 8         | Reunions          | Shledání                | Roxann Dawson      | Brynn Malone     | 22. března 2013 | 19. května 2014 |
| 22           | 9         | Clockwork         | Ozubená kolečka         | Nelson McCormick   | Carol Barbee     | 29. března 2013 | 26. května 2014 |
| 23           | 10        | Two of a Kind     | Jeden jako druhý        | Michael Waxman     | Rob Fresco       | 5. dubna 2013   | 2. června 2014  |
| 24           | 11        | Accused           | Obvinění                | Adam Kane          | Barry O'Brien    | 26. dubna 2013  | 9. června 2014  |
| 25           | 12        | Fight or Flight   | Bojuj nebo utěc         | Milan Cheylov      | Brynn Malone     | 3. května 2013  | 16. června 2014 |
| 26           | 13        | Leviathan         | Leviatan                | Nelson McCormick   | Tim Kring        | 10. května 2013 | 23. června 2014 |